# Ordre de la Libération
L'Ordre de la Libération ("Ordine della Liberazione") è una decorazione francese concessa agli eroi della liberazione della Francia durante la Seconda guerra mondiale. Essa rappresenta un'onorificenza eccezionale, seconda solo alla Legion d'onore e concessa solo a un ristrettissimo numero di persone, per lo più civili, esclusivamente per operazioni in Francia nel secondo conflitto mondiale. Un'altra medaglia, la Médaille de la Résistance, venne creata per una concessione più larga per quanti avessero operato per la resistenza in patria.

## Storia
L'Ordre de la Libération venne istituito il 16 novembre 1940 dal generale De Gaulle, che lo concesse per la prima volta sul campo a sette persone a Brazzaville. Lo spirito dell'ordine era quello di “ricompensare coloro che, militari o civili, si fossero distinti con atti di eroismo a favore della Francia e del suo impero coloniale durante il conflitto mondiale”.
Non vi erano criteri di concessione relativi all'età, al sesso, al rango o alla nazionalità e poteva essere concessa solo per atti straordinari.
L'Ordine godeva di un singolo rango col titolo di Compagnon de la Libération (“Compagno della Liberazione”). Il generale De Gaulle, fondatore dell'ordine, ne fu l'unico Grand Maître (“Gran Maestro”).
L'ultima concessione dell'ordine avvenne il 23 gennaio 1946.

## Insegne
La medaglia dell'ordine, detta Croix de la Libération (“Croce della Liberazione”), consiste in uno scudo rettangolare in bronzo con un gladio avente una croce di Lorena (simbolo delle forze libere francesi), il tutto accompagnato dal motto latino “PATRIAM SERVANDO VICTORIAM TULIT” sul retro (“Difendendo la patria ottenne la vittoria”). Il nastro, a differenza di molte altre rappresentazioni grafiche, era costituito da un campo verde con quattro strisce nere di cui quelle laterali più spesse di quelle centrali. I primi nastri, poi, disponevano di strisce diagonali di colore nero sul modello delle medaglie inglesi; dall'agosto-settembre del 1942 in poi, un'ulteriore versione riportava due strisce verticali nere.

## Lista deiCompagninotabili
Nella storia dell'Ordine vennero concesse 1061 croci (1059 fino al 1946, poi Winston Churchill (1958) e Giorgio VI (1960)):
- 1038 a persone;
- 18 a unità militari dell'Armée de terre, dell'Armée de l'air e della Marine nationale;
- 5 a comuni: Nantes, Grenoble, Parigi, Vassieux-en-Vercors e l'Île de Sein.

### Persone
Tra le 1038 croci concesse alla popolazione, 65 vennero conferite a persone morte prima della fine del conflitto in Francia (8 maggio 1945), 271 ricevettero l'onorificenza postuma e circa 700 sopravvissero alla guerra.
Cancellieri dell'Ordine
- 29/01/1941 - Georges Thierry d'Argenlieu
- 22/08/1958 - François Ingold
- 21/09/1962 - Claude Hettier de Boislambert
- 21/09/1978 - Jean Simon
- 26/09/2002 - Alain de Boissieu
- 06/06/2006 - Pierre Messmer
- 12/10/2007 - François Jacob
- 11/10/2011 - Fred Moore (fino al 15/10/2012)

Compagni notabili
- 5 Presidenti del Consiglio o Primi ministri: René Pleven, Maurice Bourgès-Maunoury, Georges Bidault, Jacques Chaban-Delmas e Pierre Messmer;
- Uomini politici come: Alexandre Parodi, Jean Sainteny, Michel Maurice-Bokanowski, André Boulloche, Maurice Schumann, Pierre-Henri Teitgen, Robert Galley, André Jarrot, Maurice Jourdan, Christian Pineau, Alain Savary o Jacques Baumel;
- In totale: 36 ministri, 29 delegati alle Assemblee consultative provvisorie, 67 deputati, 1 deputato europeo, 15 senatori e 34 sindaci;
- Più di 80 ufficiali generali o ammiragli e tre marescialli (Philippe Leclerc de Hauteclocque, Jean-Marie de Lattre de Tassigny e Pierre Koenig);
- 5 compagni della Liberazione riposano al Panthéon: Félix Eboué, Jean Moulin, René Cassin, André Malraux e Pierre Brossolette; nel 1989 vi fu iscritto anche il nome del generale Charles Delestraint.

Donne
Tra gli insigniti, rilevante fu la presenza di sei donne:
- Berty Albrecht (1893-1943)[1], cofondatrice del movimento "Combat", morta nella prigione di Fresnes nel 1943 (a titolo postumo)
- Laure Diebold (1915-1965)[2], agente di collegamento della rete "Mithridate" e segretaria di Jean Moulin, deportata
- Marie Hackin (1905-1941)[3], incaricata di missione con il marito, morta in mare nel febbraio 1941 (a titolo postumo)
- Marcelle Henry (1895-1945)[4] della rete di evasione "VIC", morì poco dopo essere tornata dalla deportazione (a titolo postumo)
- Simone Michel-Lévy (1906-1945)[5], della resistenza "PTT", morì durante la deportazione (a titolo postumo)
- Émilienne Moreau-Evrard (1898-1971)[6], eroina della prima guerra mondiale, agente della rete "Brutus" e poi membro dell'Assemblée consultative provisoire

Stranieri
75 stranieri (o francesi nati all'estero) furono insigniti della Croce della Liberazione, tra cui:
- Generale Dwight Eisenhower
- Re Mohammed Ben Youssef
- Sir Winston Churchill
- Re Giorgio VI (a titolo postumo)

Tra gli stranieri, 4 italiani furono insigniti di questa onorificenza e tutti erano appartenenti alla Legione straniera francese:
- Augusto Bruschi (1920-1941)[7], legionario della 13ème Demi Brigade de Légion Etrangère (a titolo postumo)
- Gustavo Camerini (1907-2001)[8], capitano della 13ème Demi Brigade de Légion Etrangère
- Dino del Favero (1910-1941)[9], legionario della 13ème Demi Brigade de Légion Etrangère (a titolo postumo)
- Ettore Toneatti (1910-1941)[10], legionario della 13ème Demi Brigade de Légion Etrangère (a titolo postumo)

### Unità militari

#### Armée de terre
- 09/09/1942 - Bataillon de marche n°2
- 06/04/1945 - 13e demi-brigade de Légion étrangère
- 28/05/1945 - Bataillon d'infanterie de marine et du Pacifique
- 12/06/1945 - Régiment de marche du Tchad
- 12/06/1945 - 2e régiment d'infanterie coloniale
- 07/08/1945 - 1er régiment d'artillerie coloniale
- 07/08/1945 - 1/3e régiment d'artillerie coloniale
- 07/08/1945 - 1er régiment de marche de spahis marocains
- 07/08/1945 - 501e régiment de chars de combat

#### Armée de l'air
- 01/06/1941 - Escadrille française de chasse n°1
- 11/10/1943 - Régiment de chasse Normandie-Niemen
- 08/11/1944 - 2e régiment de chasseurs parachutistes de l'armée de l'air
- 28/05/1945 - Groupe de bombardement Lorraine
- 28/05/1945 - Groupe de chasse Ile-de-France
- 28/05/1945 - Groupe de chasse Alsace

#### Marine nationale
- 14/10/1941 - Sous-marin Rubis (Classe Saphir)
- 19/04/1943 - Corvette Aconit (Classe Flower)
- 12/06/1945 - 1er régiment de fusiliers marins

### Comuni
- 11/11/1941 - Nantes
- 04/05/1944 - Grenoble
- 24/03/1945 - Parigi
- 04/08/1945 - Vassieux-en-Vercors
- 01/01/1946 - Île de Sein